# Salix farriae
Salix farriae — вид квіткових рослин із родини вербових (Salicaceae).

## Морфологічна характеристика
Рослина 2–15(20) дм заввишки. Гілки червоно-коричневі, на бруньках не сизі чи сильно сизі, у вузлах голі чи запушені; гілочки жовто-коричневі чи червоно-бурі, (іноді слабко сизі), голі чи запушені. Листки на ніжках 5–8 мм; найбільша листкова пластина вузькоеліптична чи еліптична, (20)30–65(75) × (8)10–30(35) мм; краї плоскі чи злегка вигнуті, цільні чи неглибоко зубчасті; верхівка гостра, загострена чи опукла; абаксіальна (низ) поверхня сіра, гола чи майже так; абаксіальна — тьмяна чи злегка блискуча, гола чи волосиста, середня жилка рідко запушена, волоски короткі, білі та залозисті; молода пластинка зелена, гола чи середня жилка з рідкісними ворсинками абаксіально, волоски зазвичай білі та залозисті. Сережки квітнуть в міру появи листя; тичинкові 11–25 × 6–11 мм; маточкові 14–38.5 × 8–14 мм. Коробочка 3–7 мм.

## Середовище проживання
Канада (Юкон, Британська Колумбія, Альберта); США (Вайомінг, Орегон, Монтана, Айдахо). Населяє вологі гірські та субальпійські луки, береги струмків; 600–2700 метрів.